# Spilosmylus collarti
Spilosmylus collarti is een insect uit de familie watergaasvliegen (Osmylidae), die tot de orde netvleugeligen (Neuroptera) behoort. 
Spilosmylus collarti is voor het eerst wetenschappelijk beschreven door Navás in 1930. De soort komt voor in Congo-Kinshasa.